# Vodovnica
Vodovnica (nemško Wandelitzen) je naselje v Občini Velikovec v Okraju Velikovec na Koroškem v Avstriji.